# 萩原美树子
萩原美树子（日语：／ Hagiwara Mikiko，1970年4月17日—），日本女子篮球运动员。她代表日本参加了1994年亚运会、1996年夏季奥运会女子篮球比赛，分别获得银牌和第7名。